# Grandmaster Flash & the Furious Five
Grandmaster Flash & the Furious Five war eine US-amerikanische Hip-Hop-Gruppe, die sich ab 1977 entwickelte. Sie kam zustande, als Grandmaster Flash gemeinsam mit den Furious Five (Melle Mel, Cowboy, Kidd Creole, Mr. Ness aka Scorpio und Rahiem) auftrat.

## Bandgeschichte
Grandmaster Flash begann die Zusammenarbeit mit den Furious Five etwa 1978. Die Gruppe erspielte sich in New York City einen ausgezeichneten Ruf, die zum einen auf Flashs Fähigkeiten als DJ, aber auch auf dem kraftvollen Rap der Furious Five mit seinen charakteristischen Texten beruhte. Die Debüt-Single Superrappin erschien 1979 bei Enjoy und nur ein Jahr später unterschrieb die Band einen Plattenvertrag bei Sugar Hill, dem ersten bedeutenden Hip-Hop-Label. Mit Freedom, der ersten Single für Sugar Hill, gelang der erste Achtungserfolg in den R&B Charts und insgesamt rund 50.000 verkauften Einheiten. Nach der ähnlich erfolgreichen Single erschien 1981 The Adventures of Grandmaster Flash on the Wheels of Steel, eine der bedeutendsten Hip-Hop-Maxis überhaupt. Erstmals gelang es Flash, seine erstaunlichen Fähigkeiten als DJ zu präsentieren, indem er eine Collage aus Liedschnipseln von Chic, Blondie und Queen erschuf.
1982 erschien zunächst das Album The Message sowie die erfolgreichen Single-Auskopplungen The Message und 1983 New York, New York sowie White Lines (Don’t Don’t Do It) (auch unter Grandmaster Flash & Melle Mel erschienen). Sie sind die wahrscheinlich prominentesten Vertreter der frühen sozialkritischen Strömung im Hip Hop (Conscious Rap), die vor allem das Leben in der heruntergekommenen und gewalttätigen South Bronx beschrieben und typisch für den frühen Hip Hop waren. Wenig später kam es zu Spannungen zwischen Flash und Melle Mel mit der Folge, dass Melle Mel die Band verließ, um sich unter dem Namen Grandmaster Melle Mel and The Furious Five selbständig zu machen. Nach einigen Soloalben reformierte Flash die Band 1988 für ein Wohltätigkeitskonzert im Madison Square Garden, gefolgt vom Comeback-Album On the Strength. Dieses erntete jedoch nur mittelmäßige Resonanz sowohl bei Kritikern als auch bei Fans. 1994 fand sich die Band noch einmal für eine Rap-Tournee mit Run-D.M.C. und Kurtis Blow zusammen, 1995 wirkten Flash und Melle Mel mit Duran Duran an einer Coverversion von White Lines mit.
2007 wurde die Band in die Rock and Roll Hall of Fame aufgenommen.

## Diskografie

### Studioalben
| Jahr | Titel                                      | Höchstplatzierung, Gesamtwochen, AuszeichnungChartplatzierungen (Jahr, Titel, Platzierungen, Wochen, Auszeichnungen, Anmerkungen) | Höchstplatzierung, Gesamtwochen, AuszeichnungChartplatzierungen (Jahr, Titel, Platzierungen, Wochen, Auszeichnungen, Anmerkungen) | Anmerkungen                                                               |
| Jahr | Titel                                      | UK | US | Anmerkungen                                                               |
| ---- | ------------------------------------------ | --- | --- | ------------------------------------------------------------------------- |
| 1982 | The Message                                | UK77 (3 Wo.)UK | US53 (24 Wo.)US | Erstveröffentlichung: 3. Oktober 1982                                     |
| 1984 | Grandmaster Melle Mel and the Furious Five | — | US189 (3 Wo.)US | Erstveröffentlichung: 1984 als Grandmaster Melle Mel and the Furious Five |
| 1988 | On the Strength                            | — | US189 (3 Wo.)US | Erstveröffentlichung: 12. April 1988                                      |
| 1989 | Piano                                      | — | — | Erstveröffentlichung: 1989 als Grandmaster Melle Mel and the Furious Five |

### Kompilationen
| Jahr | Titel                                | Höchstplatzierung, Gesamtwochen, AuszeichnungChartplatzierungen (Jahr, Titel, Platzierungen, Wochen, Auszeichnungen, Anmerkungen) | Höchstplatzierung, Gesamtwochen, AuszeichnungChartplatzierungen (Jahr, Titel, Platzierungen, Wochen, Auszeichnungen, Anmerkungen) | Anmerkungen                          |
| Jahr | Titel                                | DE | UK | Anmerkungen                          |
| ---- | ------------------------------------ | --- | --- | ------------------------------------ |
| 1983 | Grandmaster Flash & the Furious Five | DE32 (15 Wo.)DE | — | Erstveröffentlichung: Juli 1983      |
| 1984 | Greatest Messages                    | — | UK41 (16 Wo.)UK | Erstveröffentlichung: 1. Januar 1984 |

Weitere Kompilationen
- 1993: The Greatest Hits
- 1994: Message from Beat Street: The Best of Grandmaster Flash, Melle Mel & the Furious Five
- 1997: The Greatest Mixes
- 1999: Adventures on the Wheels of Steel
- 1999: The Showdown: The Sugarhill Gang Vs. Grandmaster Flash & The Furious Five
- 2005: Essential Cuts
- 2006: Grandmaster Flash, Melle Mel and the Furious Five: The Definitive Groove Collection
- 2007: The Essential
- 2010: Kings of the Streets

### Singles
| Jahr | Titel Album         | Höchstplatzierung, Gesamtwochen, AuszeichnungChartplatzierungen (Jahr, Titel, Album, Platzierungen, Wochen, Auszeichnungen, Anmerkungen) | Höchstplatzierung, Gesamtwochen, AuszeichnungChartplatzierungen (Jahr, Titel, Album, Platzierungen, Wochen, Auszeichnungen, Anmerkungen) | Höchstplatzierung, Gesamtwochen, AuszeichnungChartplatzierungen (Jahr, Titel, Album, Platzierungen, Wochen, Auszeichnungen, Anmerkungen) | Höchstplatzierung, Gesamtwochen, AuszeichnungChartplatzierungen (Jahr, Titel, Album, Platzierungen, Wochen, Auszeichnungen, Anmerkungen) | Höchstplatzierung, Gesamtwochen, AuszeichnungChartplatzierungen (Jahr, Titel, Album, Platzierungen, Wochen, Auszeichnungen, Anmerkungen) | Anmerkungen                |
| Jahr | Titel Album         | DE | AT | CH | UK | US | Anmerkungen                |
| ---- | ------------------- | --- | --- | --- | --- | --- | -------------------------- |
| 1982 | The Message         | — | AT9 (8 Wo.)AT | CH11 (4 Wo.)CH | UK8 (11 Wo.)UK | US62 (7 Wo.)US | Erstveröffentlichung: 1982 |
| 1982 | Scorpio The Message | — | — | — | UK77 (3 Wo.)UK | — | Erstveröffentlichung: 1982 |
| 1983 | New York New York – | DE18 (14 Wo.)DE | — | CH9 (5 Wo.)CH | — | — | Erstveröffentlichung: 1983 |

Weitere Singles
- 1979: We Rap More Mellow
- 1979: Flash to the Beat (Live)
- 1979: Super Rappin'
- 1980: Freedom
- 1980: The Birthday Party
- 1981: The Adventures of Grandmaster Flash on the Wheels of Steel
- 1981: Showdown
- 1981: It’s Nasty (Genius of Love)
- 1988: Gold
- 1988: Magic Carpet Ride

## Belege
1. 1 2 3 4 5 6 7  Jason Ankeny: Grandmaster Flash. In: Vladimir Bogdanov (Hrsg.): All Music Guide to Electronica: The Definitive Guide to Electronic Music. Backbeat Books, San Francisco CA 2001, ISBN 978-0-87930-628-1, S. 221 f.
2. 1 2 3  Chartquellen: DE AT CH UK US